# Stumpffia
Stumpffia là một chi động vật lưỡng cư trong họ Nhái bầu, thuộc bộ Anura. Chi này có 8 loài và 25% bị đe dọa hoặc tuyệt chủng.